# Apocalyptica (singl)
Apocalyptica je singl od finské kapely Apocalyptica.

## Seznam skladeb
1. „Oh Holy Night“ - 4:58
2. „Little Drummer Boy“ - 4:50